# Skagens kommun
Skagens kommun (danska: Skagen Kommune) var en kommun i dåvarande Nordjyllands amt i norra Danmark. Kommunen omfattade ett område kring udden Skagens Odde, i nordligaste änden av Jylland och hade 12 027 invånare (2004). Staden Skagen utgjorde kommunens centralort.

## Administrativ historik
Skagens kommun bildades i samband med kommunreformen 1970 genom en sammanslagning av Skagens stad med Skagens landskommun och Råbjergs landskommun.
Den 1 januari 2007, som en del av kommunreformen 2007, gick Skagens kommun, tillsammans med Sæby kommun, upp i Frederikshavns kommun.

## Socknar
Inom Danska folkkyrkan var dåvarande Skagens kommun indelad i tre socknar:
- Råbjergs socken
- Skagens socken
- Skagens landsocken

Socknarna ingår i Frederikshavns prosteri i Ålborgs stift.

## Borgmästare
- Poul Møller, 1 april 1970–1972
- Carl Winter, 1972–31 mars 1974
- Hemming Nibe Hansen, 1 april 1974–31 december 1985
- Erik Thomsen, 1 januari 1986–31 december 1989
- Hemming Nibe Hansen, 1 januari 1990–1992
- Inger Støtt, 1992–31 december 1993
- Kurt Kirkedal Jensen, 1 januari 1994–31 december 2001
- Hans Rex Christensen, 1 januari 2002–31 december 2006

Denna lista hämtas från Wikidata. Informationen kan ändras där.